# Liz Howe

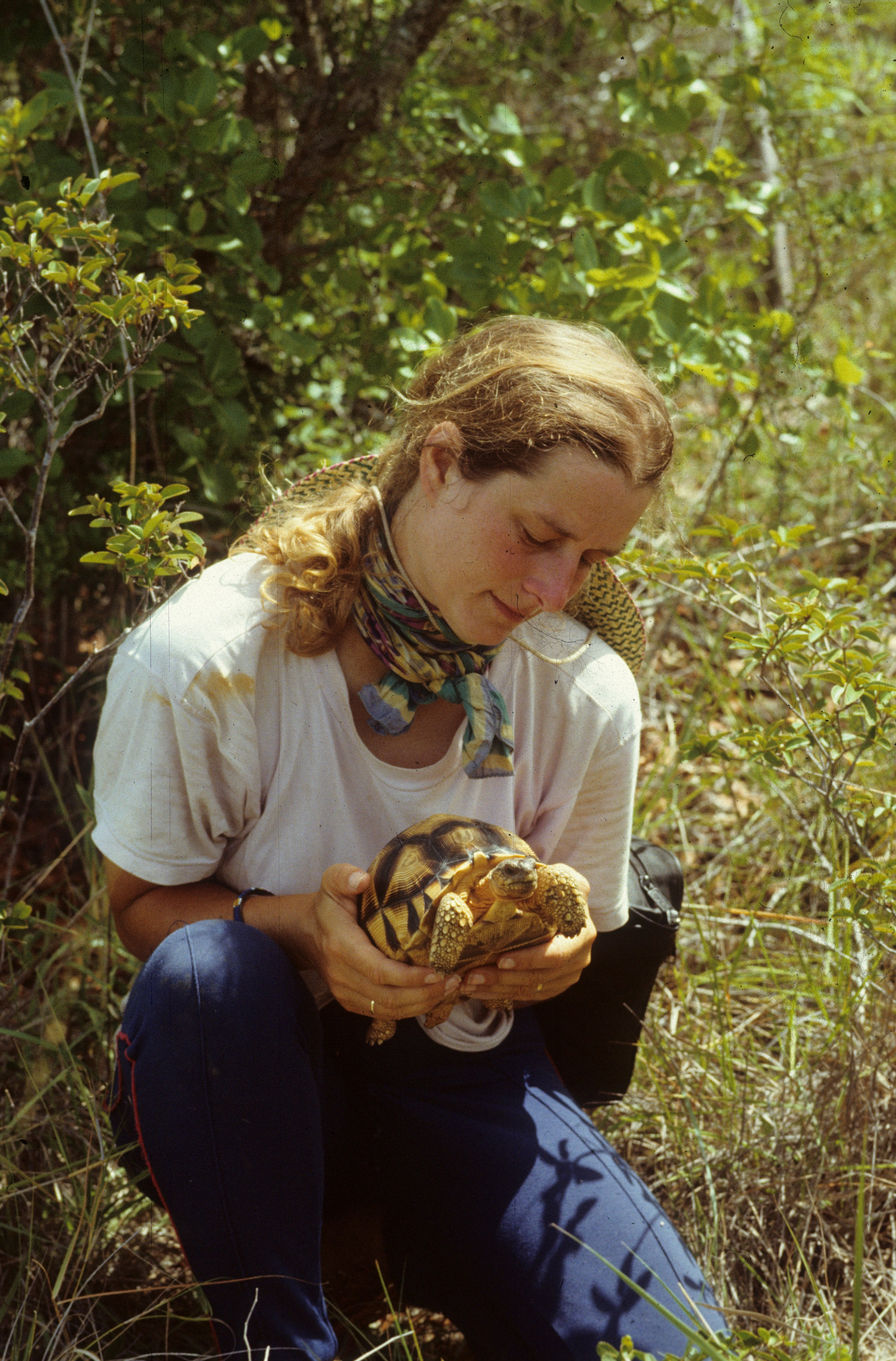
Liz Howe in Madagaskar mit einer madagassischen Schnabelbrustschildkröte

Liz Howe, geborene Elizabeth Anne Pulford (* 27. Oktober 1959 in Kingstanding, Region West Midlands; † 31. März 2019 in Bangor (Wales)) war eine britische Ökologin und Herpetologin. Sie ist eine der Koordinatorinnen einer umfassenden Feldstudie über die natürlichen Lebensräume von Wales.

## Kindheit und Studium
Nach dem Besuch des Aldridge-Gymnasiums in Walsall erwarb sie ein Bachelor am Queen Elizabeth College der University of London, wo sie den Cheesman-Preis für ihre Studien zur Physiologie von Säugetieren erhielt. Ihren Doktortitel erhielt sie 1985 von der Bangor University für ihre Arbeit über die Physiologie des gefleckten Walzenskink, einer in Italien, Griechenland und Malta vorkommenden Eidechse.

## Karriere
Nach ihrer Promotion arbeitete sie drei Jahrzehnte lang für den Nature Conservancy Council und dessen Nachfolgeorganisationen in Wales, den Countryside Council for Wales und Natural Resources Wales. Während dieser Zeit leitete sie Teams, die die Vegetation in ganz Wales kartierten, was in einem Buch veröffentlicht wurde: Habitats of Wales: A Comprehensive Field Survey, 1979-1997. Dieses Buch wird als Grundlage für das Naturschutzmanagement und für die Ermittlung potenzieller Gebiete von besonderem wissenschaftlichem Interesse genutzt (Site of Special Scientific Interest).
Als Herpetologin leitete sie Wiederansiedlungsprogramme zur Erhaltung bedrohter Arten wie Zauneidechsen und Kreuzkröten. In dem Buch A New Natural History of Anglesey hat sie die Ökologie und Verbreitung von Reptilien und Amphibien untersucht.
In ihrer Freizeit restaurierten sie und ihr Mann einen seltenen Abschnitt des Kalksteinpflasters auf ihrem kleinen Landgut auf Anglesey, der kurz vor ihrem Tod zu einem Gebiet von besonderem wissenschaftlichen Interesse erklärt wurde.

## Veröffentlichungen (Auswahl)
- 1990: Kapitel 7. Amphibians of Anglesey. S. 93–101. In: A New Natural History of Anglesey, Hrsg. W. E. Jones, Anglesey Antiquarian Society, Llangefni.
- 1990: Kapitel 8. Reptiles of Anglesey. S. 102–108. In: A New Natural History of Anglesey. Hrsg. W. E. Jones, Anglesey Antiquarian Society, Llangefni.
- 2010: mit T. H. Blackstock, J. P.Stevens,  C. R. Burrows und P. S. Jones, Habitats of Wales: A Comprehensive Field Survey, 1979–1997, University of Wales Press.